# Rolling Thunder
Rolling Thunder är en amerikansk dramafilm från 1977 i regi av John Flynn, med manus av Paul Schrader och Heywood Gould, baserat på en berättelse av Schrader. Den producerades av Norman T. Herman, med Lawrence Gordon som exekutiv producent. Huvudrollerna görs av William Devane och Tommy Lee Jones.
Rolling Thunder hade premiär den 7 oktober 1977 i USA och i Sverige den 13 maj 1978. Vid release fick filmen generellt positiva recensioner från kritiker. Filmen fick beröm för sina actionsekvenser, atmosfär, regi, musik och skådespelarframträdanden. Den kritiserades dock för sitt tempo och våldsamma klimax.